# Gedser Sogn
Gedser Sogn (bis 1. Oktober 2010: Gedser Kirkedistrikt  (dt.: Kirchenbezirk) im Gedesby Sogn) ist eine Kirchspielsgemeinde (dän.: Sogn) auf der Insel Falster im südlichen Dänemark. Bis zum 1. Oktober 2010 war sie lediglich ein Kirchenbezirk im Gedesby Sogn. Als zu diesem Termin sämtliche Kirchenbezirke Dänemarks aufgelöst wurden, wurde sie ein selbständiges Sogn.

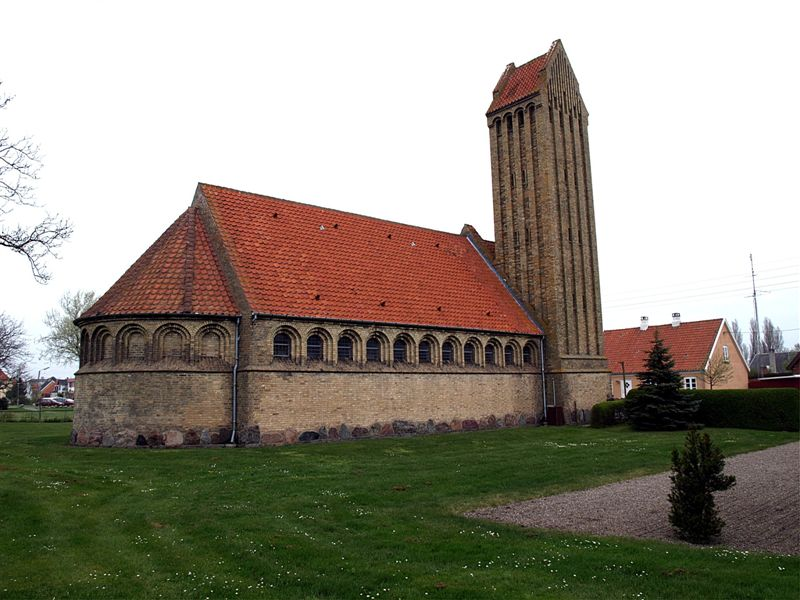
Gedser Kirke

Im Kirchspiel leben 708 Einwohner  (Stand: 1. Januar 2023), davon 659 im Kirchdorf Gedser (Stand: 1. Januar 2023).
Im Kirchspiel liegt die Kirche „Gedser Kirke“.
Einzige Nachbargemeinde ist Gedesby Sogn.

## Geschichte
Bis 1970 gehörte Gedesby Sogn zur Harde Falsters Sønder Herred im damaligen Maribo Amt, danach zur Sydfalster Kommune im Storstrøms Amt, die im Zuge der  Kommunalreform zum 1. Januar 2007 in der Guldborgsund Kommune in der Region Sjælland aufgegangen ist.